# Isole della Corsica
Questa è una lista di isole della Corsica.
| Nome                                    | Localizzazione             | Comune                | Superficie (m²) | Altitudine | Distanza dalla costa (m) | Numero |
| --------------------------------------- | -------------------------- | --------------------- | --------------- | ---------- | ------------------------ | ------ |
| Giraglia (isola della)                  | Nord di Capo Corso         | Ersa                  | 96 450          | 65         | 1340                     | 1      |
| Terra (isolotto di)                     | Isole Finocchiarola        | Rogliano              | 8 600           | 6          | 170                      | 2      |
| Mezzana (isolotto)                      | Isole Finocchiarola        | Rogliano              | 7 900           | 12         | 390                      | 3      |
| Finocchiarola (isolotto)                | Isole Finocchiarola        | Rogliano              | 14 800          | 27         | 550                      | 4      |
| Fautea (isolotto)                       | Punta di Fautea            | Zonza                 | 5 250           | 21         | 10                       | 5      |
| Roscana (isolotto)                      | Golfo di Pinarellu         | Zonza                 | 3 150           | 19         | 900                      | 6      |
| Pinarellu (isola di)                    | Golfo di Pinarellu         | Zonza                 | 208 600         | 52         | 30                       | 7      |
| Pinarellu (scoglio di)                  | Golfo di Pinarellu         | Zonza                 | 3 300           | 12         | -                        | 8      |
| Cornuta (isola di)                      | Baia di San Ciprianu       | Zonza                 | 11 540          | 15         | 350                      | 9      |
| San Ciprianu (isola di)                 | Baia di San Ciprianu       | Zonza                 | 38 930          | 24         | 250                      | 10     |
| San Ciprianu (scoglio di)               | Baia di San Ciprianu       | Lecci                 | 2 320           | 3          | 25                       | 11     |
| Ziglione (scoglio di)                   | Golfo di Porto Vecchio     | Porto Vecchio         | 2 350           | 13         | 170                      | 12     |
| Farina (isolotto)                       | Sud di Punta di a Chiappa  | Porto Vecchio         | 15 160          | 21         | 25                       | 13     |
| Vacca (roccia della o isolotto della)   | Isole Cerbicali            | Porto Vecchio         | 4 800           | 24         | 3200                     | 14     |
| Forana (isola)                          | Isole Cerbicali            | Porto Vecchio         | 154 800         | 34         | 1800                     | 15     |
| Maestro Maria (isolotto)                | Isole Cerbicali            | Porto Vecchio         | 28 200          | 5          | 1700                     | 16     |
| Maestro Maria (isolotto nord)           | Isole Cerbicali            | Porto Vecchio         | 3 800           | 3          | 1600                     | 17     |
| Piana (isola)                           | Isole Cerbicali            | Porto Vecchio         | 174 900         | 36         | 1600                     | 18     |
| Pietricaggiosa (isola)                  | Isole Cerbicali            | Porto Vecchio         | 45 800          | 20         | 2100                     | 19     |
| Grand Toro (isolotto)                   | Isole Cerbicali            | Porto Vecchio         | 16 200          | 34         | 6300                     | 20     |
| Petit Toro (isolotto)                   | Isole Cerbicali            | Porto Vecchio         | 5 100           | 29         | 6400                     | 21     |
| Toro Piccolo (1° scoglio del)           | Isole Cerbicali            | Porto Vecchio         | 1 100           | -          | -                        | 22     |
| Toro Piccolo (2° scoglio del)           | Isole Cerbicali            | Porto Vecchio         | 600             | -          | -                        | 23     |
| Torello (isolotto)                      | Isole Cerbicali            | Porto Vecchio         | 3 000           | -          | -                        | 24     |
| Folaca (isolotto della)                 | Sud di Palombaggia         | Porto Vecchio         | 3 720           | 11         | 250                      | 25     |
| Folachedda (scoglio della)              | Sud di Palombaggia         | Porto Vecchio         | 990             | 8          | 10                       | 26     |
| Folachedda (scoglio a NW della)         | Sud di Palombaggia         | Porto Vecchio         | 210             | -          | -                        | 27     |
| Acciaju nord (scoglio d')               | Capu d'Acciaju             | Porto Vecchio         | 1 250           | 5          | 20                       | 28     |
| Acciaju sud (scoglio d')                | Capu d'Acciaju             | Porto Vecchio         | 1 450           | 4          | 120                      | 29     |
| Lavezzi (isola)                         | Isole di Lavezzi           | Bonifacio             | 729 370         | 40         | 3600                     | 30     |
| isolotto A                              | Isole di Lavezzi           | Bonifacio             | 25 940          | -          | -                        | 31     |
| isolotto B                              | Isole di Lavezzi           | Bonifacio             | 23 910          | -          | -                        | 32     |
| isolotto C (isolotto di Sileno)         | Isole di Lavezzi           | Bonifacio             | 6 400           | 15         | 3600                     | 33     |
| isolotto D                              | Isole di Lavezzi           | Bonifacio             | 4 220           | -          | -                        | 34     |
| isolotto E                              | Isole di Lavezzi           | Bonifacio             | 21 090          | -          | -                        | 35     |
| isolotto F                              | Isole di Lavezzi           | Bonifacio             | 9 700           | -          | -                        | 36     |
| isolotto G                              | Isole di Lavezzi           | Bonifacio             | 16 560          | -          | -                        | 37     |
| isolotto H                              | Isole di Lavezzi           | Bonifacio             | 7 320           | -          | -                        | 38     |
| isolotto K (isolotto della Sémillante)  | Isole di Lavezzi           | Bonifacio             | 32 500          | 17         | -                        | 39     |
| isolotto L                              | Isole di Lavezzi           | Bonifacio             | -               | -          | -                        | 40     |
| Cavallo (isola)                         | Isole di Lavezzi           | Bonifacio             | 1 204 530       | 32         | 2300                     | 41     |
| Camaro Santo (isolotto)                 | Isole di Lavezzi           | Bonifacio             | 3 690           | -          | -                        | 42     |
| San Bainsu (isolotto e nord e sud di)   | Isole di Lavezzi           | Bonifacio             | 18 750          | -          | -                        | 43     |
| Grande isolotto di Sperduto             | Isole di Lavezzi           | Bonifacio             | 10 710          | 12         | -                        | 44     |
| Piccolo isolotto di Sperduto            | Isole di Lavezzi           | Bonifacio             | 3 030           | -          | -                        | 45     |
| Grande isola Porraggia                  | Isole di Lavezzi           | Bonifacio             | 16 600          | 19         | 1700                     | 46     |
| Petite isola Porraggia                  | Isole di Lavezzi           | Bonifacio             | 6 900           | 6          | 1700                     | 47     |
| Ratino (isolotto)                       | Isole di Lavezzi           | Bonifacio             | 49 050          | 15         | 1400                     | 48     |
| Ratino (scoglio sud di)                 | Isole di Lavezzi           | Bonifacio             | 3 300           | -          | -                        | 49     |
| Ratino (scoglio ovest di)               | Isole di Lavezzi           | Bonifacio             | 1 250           | -          | -                        | 50     |
| Ratino (scoglio est di)                 | Isole di Lavezzi           | Bonifacio             | -               | -          | -                        | 51     |
| Piana (isola)                           | Isole di Lavezzi           | Bonifacio             | 64 500          | 9          | 300                      | 52     |
| Saint Antoine (isola)                   | Capo Pertusato             | Bonifacio             | 6 070           | -          | -                        | 53     |
| Grain de Sable (isolotto)               | Falesie di Bonifacio       | Bonifacio             | 1 650           | -          | -                        | 54     |
| Ria de Bunifaziu (isolotto)             | Goletta di Bonifacio       | Bonifacio             | 600             | -          | -                        | 55     |
| Fazziu (Grand isolotto di)              | Fazziu                     | Bonifacio             | 12 130          | 30         | 8                        | 56     |
| Fazziu (Piccolo isolotto di)            | Fazziu                     | Bonifacio             | 2 400           | 17         | 130                      | 57     |
| Tonnara (isolotto sud della)            | Tonnara                    | Bonifacio             | 5 900           | -          | -                        | 58     |
| Tonnara (isolotto nord della)           | Tonnara                    | Bonifacio             | 11 020          | -          | -                        | 59     |
| Tonnara (scoglio nord della)            | Tonnara                    | Bonifacio             | 3 060           | -          | -                        | 60     |
| Figari (isolotto di)                    | Baia di Figari             | Figari                | 3 750           | 4          | 35                       | 61     |
| Purraja (isolotto)                      | Baia di Figari             | Figari                | 3 150           | 4          | 325                      | 62     |
| Port (isolotto di)                      | Baia di Figari             | Figari                | 12 450          | 4          | 95                       | 63     |
| Bruzzi (grande isolotto)                | Bruzzi                     | Pianottoli-Caldarello | 11 550          | 6          | 180                      | 64     |
| Bruzzi (piccolo isolotto)               | Bruzzi                     | Pianottoli-Caldarello | 630             | 6          | -                        | 65     |
| Bruzzi (scoglio sud)                    | Bruzzi                     | Pianottoli-Caldarello | -               | -          | -                        | 66     |
| Senetosa (isolotto di)                  | Capu di Senetosa           | Sartene               | 28 850          | -          | -                        | 67     |
| Cala di Conca (isolotto di)             | Nord Capu di Senetosa      | Sartene               | -               | -          | -                        | 68     |
| Piana (isola)                           | Nord Punta di a Castagna   | Coti-Chiavari         | 40 330          | 9          | 35                       | 69     |
| Mezzu Mare (isola)                      | Isole Sanguinarie          | Ajaccio               | 372 000         | 80         | 1570                     | 70     |
| Cala d'Alga (isola di)                  | Isole Sanguinarie          | Ajaccio               | 8 000           | 30         | 1470                     | 71     |
| Isoloto (isola dei Cormorani)           | Isole Sanguinarie          | Ajaccio               | 8 700           | 33         | 1050                     | 72     |
| Porri (isola di)                        | Isole Sanguinarie          | Ajaccio               | 13 200          | 31         | 500                      | 73     |
| Botte (îlot)                            | Capo di Feno               | Ajaccio               | -               | 22         | 1250                     | 74     |
| Punta di Palmentoju (scoglio della)     | Baia di Liscia             | Calcatoggio           | 7 800           | -          | -                        | 75     |
| Punta Capigliolo (scoglio della)        | Baia di Liscia             | Casaglione            | 7 150           | -          | -                        | 76     |
| Sainte Perpetude (isolotto di)          | Spelunca                   | Cargese               | 928             | -          | -                        | 77     |
| Chiuni (isolotto di)                    | Golfo di Chiuni            | Cargese               | -               | -          | -                        | 78     |
| Sbiro (scoglio ovest di)                | Capo Rosso                 | Piana                 | 500             | -          | -                        | 79     |
| Sbiro (isolotto)                        | Capo Rosso                 | Piana                 | 1 733           | -          | -                        | 80     |
| Turghiu (scoglio di)                    | Capo Rosso                 | Piana                 | -               | -          | -                        | 81     |
| Plage (isolotto della)                  | Capo Rosso                 | Piana                 | -               | -          | -                        | 82     |
| Orto piccolo (isolotto)                 | Capo Rosso                 | Piana                 | 433             | -          | -                        | 83     |
| Orto grande (isolotto)                  | Capo Rosso                 | Piana                 | 3 157           | -          | -                        | 84     |
| Guardiola (isolotto)                    | Capo Rosso                 | Piana                 | 2 848           | -          | -                        | 85     |
| Punta Piana (scoglio ovest di)          | Capo Rosso                 | Piana                 | -               | -          | -                        | 86     |
| Punta Piana (isolotot di)               | Capo Rosso                 | Piana                 | 1 740           | -          | -                        | 87     |
| Girolata (isolotto di)                  | Golfo di Girolata          | Osani                 | 21 534          | 11         | -                        | 88     |
| Moretta (scoglio di)                    | Scandola                   | Osani                 | -               | -          | -                        | 89     |
| Ficaja (scoglio est di)                 | Scandola                   | Osani                 | -               | -          | -                        | 90     |
| Ficaja (2° isolotto est di)             | Scandola                   | Osani                 | -               | -          | -                        | 91     |
| Ficaja (1° isolotto ovest di)           | Scandola                   | Osani                 | -               | -          | -                        | 92     |
| Cala Maiora (îlot de)                   | Scandola                   | Osani                 | 10 523          | -          | -                        | 93     |
| Cala di Ponte (isolotto nord di)        | Scandola                   | Osani                 | 2 600           | -          | -                        | 94     |
| Sulana (isolotto sud di)                | Scandola                   | Osani                 | 3 900           | -          | -                        | 95     |
| Sulana (isolotto di)                    | Scandola                   | Osani                 | 6 500           | 31         | -                        | 96     |
| Sulana (4° scoglio nord di)             | Scandola                   | Osani                 | -               | -          | -                        | 97     |
| Sulana (3° scoglio nord di)             | Scandola                   | Osani                 | -               | -          | -                        | 98     |
| Sulana (2° scoglio nord di)             | Scandola                   | Osani                 | -               | -          | -                        | 99     |
| Sulana (1° scoglio nord di)             | Scandola                   | Osani                 | -               | -          | -                        | 100    |
| Garganellu (isolotto)                   | Scandola                   | Osani                 | 11 514          | 43         | -                        | 101    |
| Gargalo (isola)                         | Scandola                   | Osani                 | 166 890         | 129        | 60                       | 102    |
| Cala di l'Oru (2° scoglio ovest della)  | Scandola                   | Osani                 | 1 200           | -          | -                        | 103    |
| Cala di l'Oru (1° scoglio ovest della)  | Scandola                   | Osani                 | 600             | -          | -                        | 104    |
| Palazzu (isolotto)                      | Scandola                   | Osani                 | 3 405           | 57         | -                        | 105    |
| Palazzinu (isolotto)                    | Scandola                   | Osani                 | 867             | -          | -                        | 106    |
| Elbu (isolotto occidentale d')          | Scandola                   | Osani                 | 2 004           | -          | 12                       | 107    |
| Eurmicula (isolotto d'a)                | Scandola                   | Osani                 | 495             | 21         | 240                      | 108    |
| Elbu (scoglio orientale d')             | Scandola                   | Osani                 | 2 248           | -          | 12                       | 109    |
| Porri (isolotto)                        | Nord di Scandola           | Galeria               | 2 229           | -          | -                        | 110    |
| Elpa Nera (4° scoglio d')               | Baia d'Elpa Nera           | Galeria               | -               | -          | -                        | 111    |
| Elpa Nera (3° scoglio d')               | Baia d'Elpa Nera           | Galeria               | -               | -          | -                        | 112    |
| Ciuttonu (1° isolotto est di)           | Nord del golfo di Galeria  | Galeria               | 557             | -          | -                        | 113    |
| Scuglietti                              | Ovest del golfo di Galeria | Galeria               | -               | -          | -                        | -      |
| Mursetta (isolotto nord di)             | Sud del golfo di Galeria   | Calenzana             | 8295            | 23         | -                        | 114    |
| Spano (isola di)                        | Nord del golfo di Calvi    | Lumio                 | 23 000          | 14         | -                        | 115    |
| Brocciu (isolotto du)                   | Isola Rossa                | Isola Rossa           | 9 125           | 43         | -                        | 116    |
| Piana (isolotto)                        | Isola Rossa                | Isola Rossa           | 4 440           | -          | -                        | 117    |
| Broccettu (scoglio)                     | Isola Rossa                | Isola Rossa           | 750             | -          | -                        | 118    |
| Roya (isolotto della)                   | Golfo di San Fiorenzo      | San Fiorenzo          | 340             | -          | -                        | 119    |
| Mogliarese (scoglio)                    | Ovest di Capo Corso        | Barrettali            | 1 250           | -          | -                        | 120    |
| Capense (isola di)                      | Nord-Ovest di Capo Corso   | Centuri               | 45 000          | 13         | 30                       | 121    |
| Cala Purcili (scoglio di)               | Nord Punta Scogli Rossi    | Porto Vecchio         | 300             | -          | -                        | 122    |
| Santa Giulia (isolotto nord di)         | Golfo di Santa Giulia      | Porto Vecchio         | 600             | -          | -                        | 123    |
| Marina Salvatica (scoglio nord)         | Nord del Golfo di Lava     | Calcatoggio           | 2000            | -          | -                        | 124    |
| Stagnolu (isolotto di)                  | Baia di Stagnolu           | Porto Vecchio         | 800             | -          | -                        | 125    |
| Grande isolotto della Cala di Sciumara  | Cala di Sciumara           | Bonifacio             | 800             | 10         | 15                       | 126    |
| Piccolo isolotto della Cala di Sciumara | Cala di Sciumara           | Bonifacio             | 300             | 8          | 20                       | 127    |